# Columbinae
Columbinae Leach, 1820 è una sottofamiglia della famiglia Columbidae.

## Tassonomia

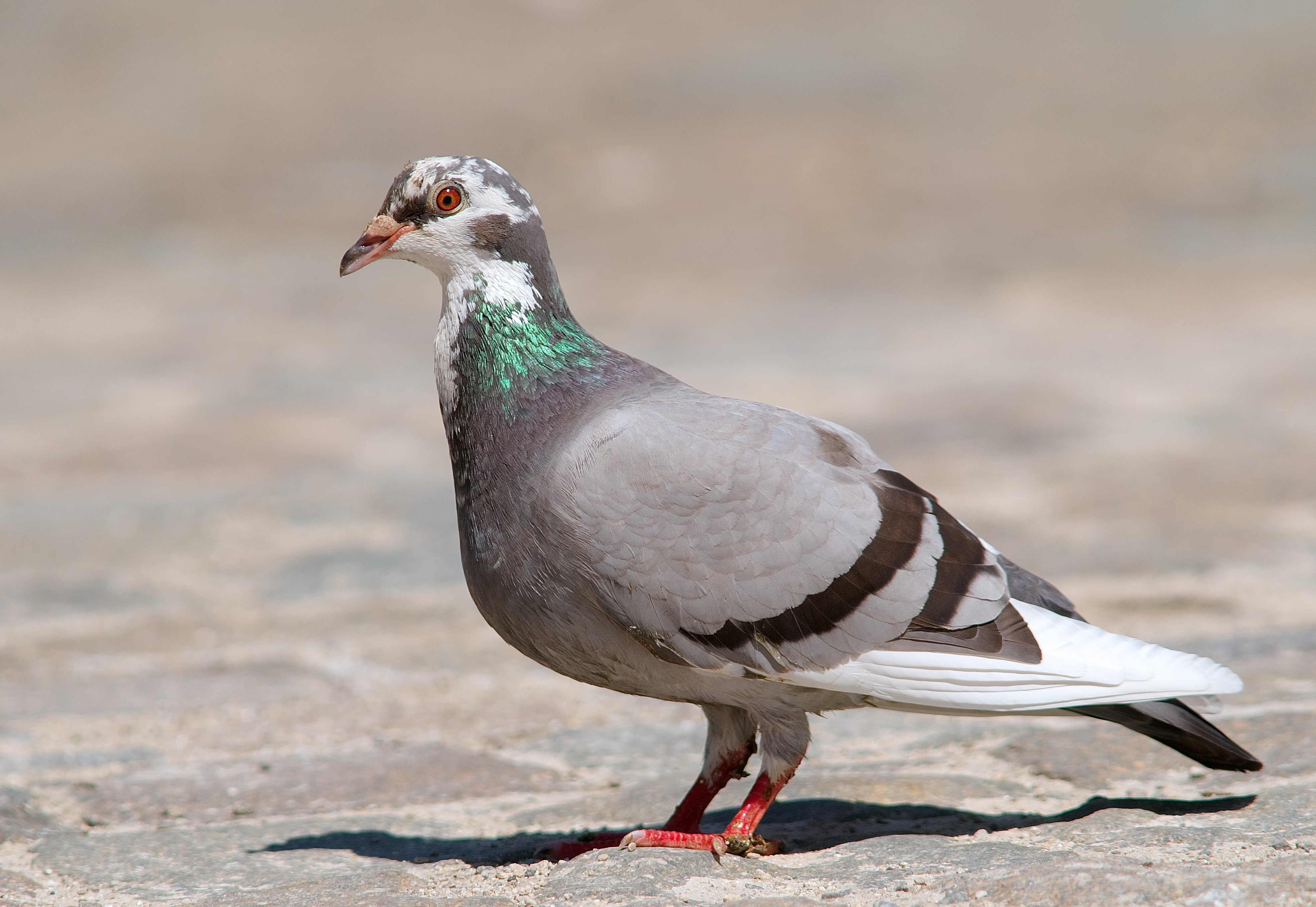
Piccione selvatico
Columba livia

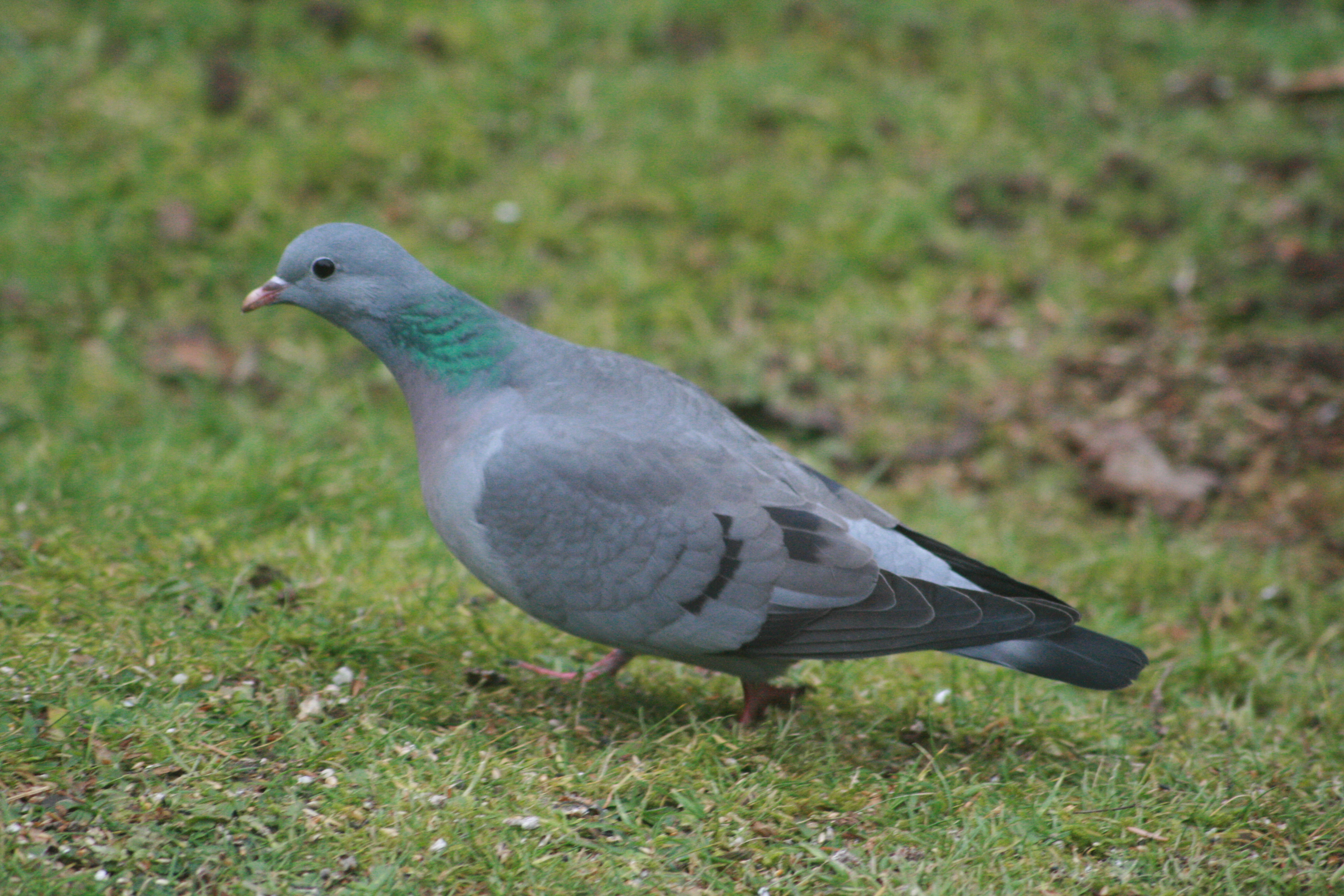
Colombella
Columba oenas

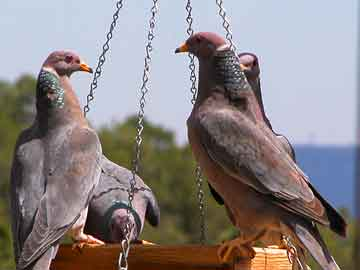
Piccione codafasciata
Patagioenas fasciata

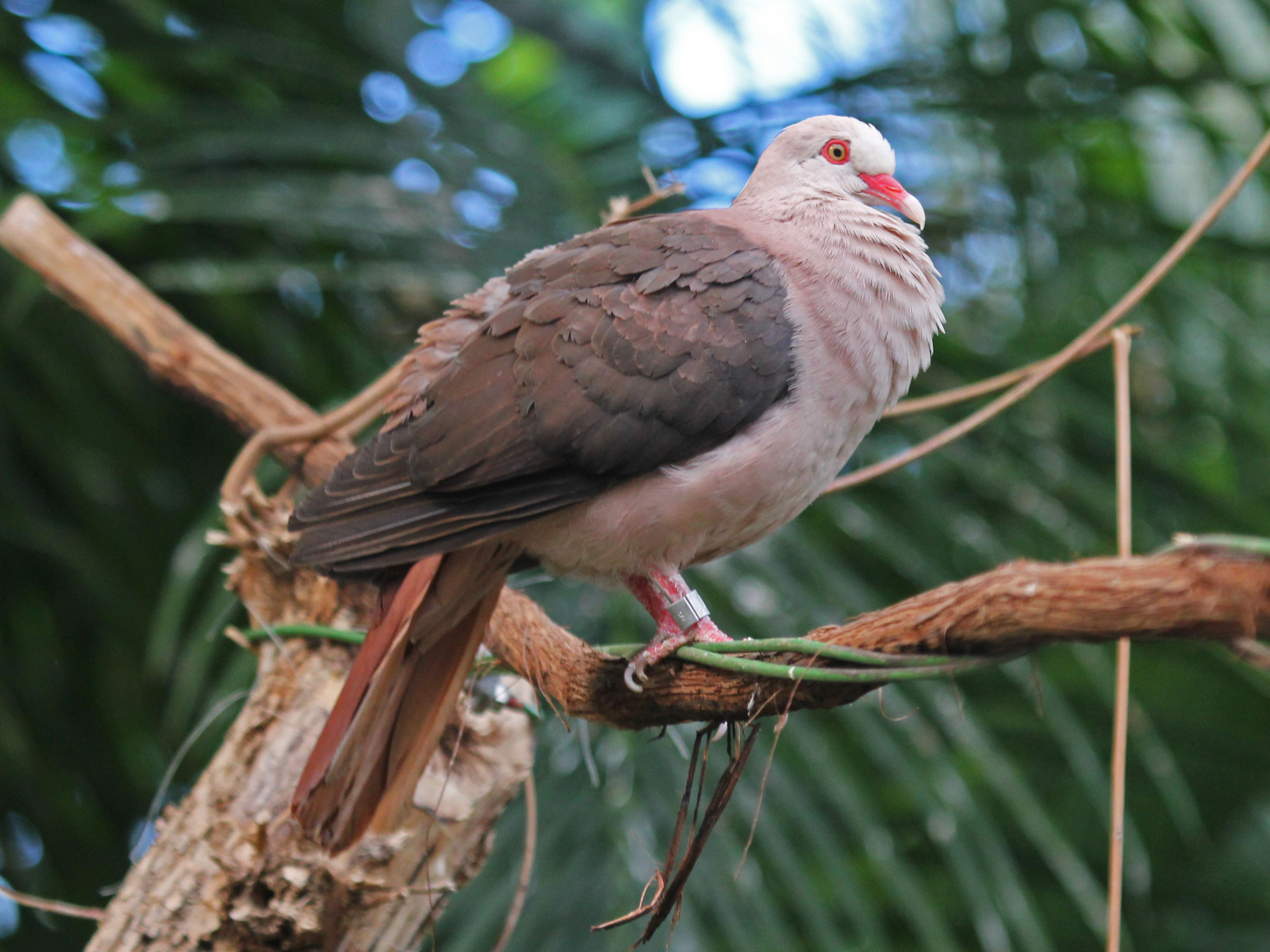
Piccione rosa
Nesoenas mayeri

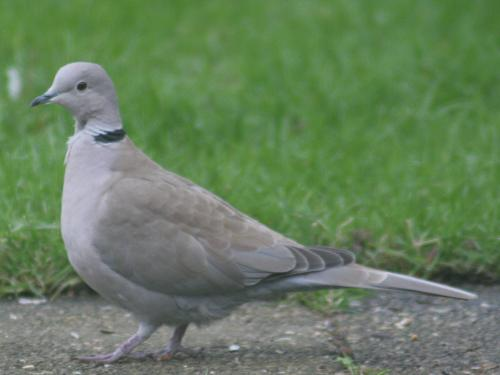
Tortora dal collare orientale
Streptopelia decaocto

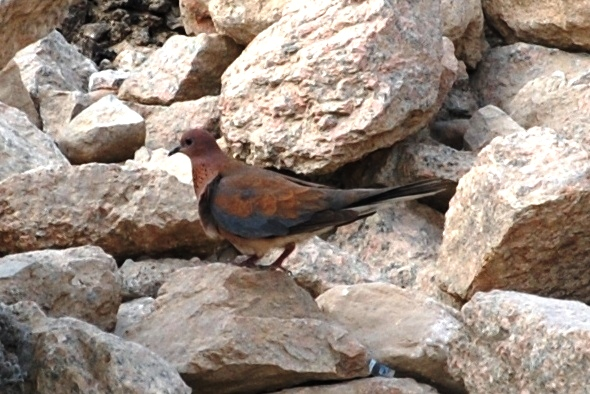
Tortora delle palme
Spilopelia senegalensis

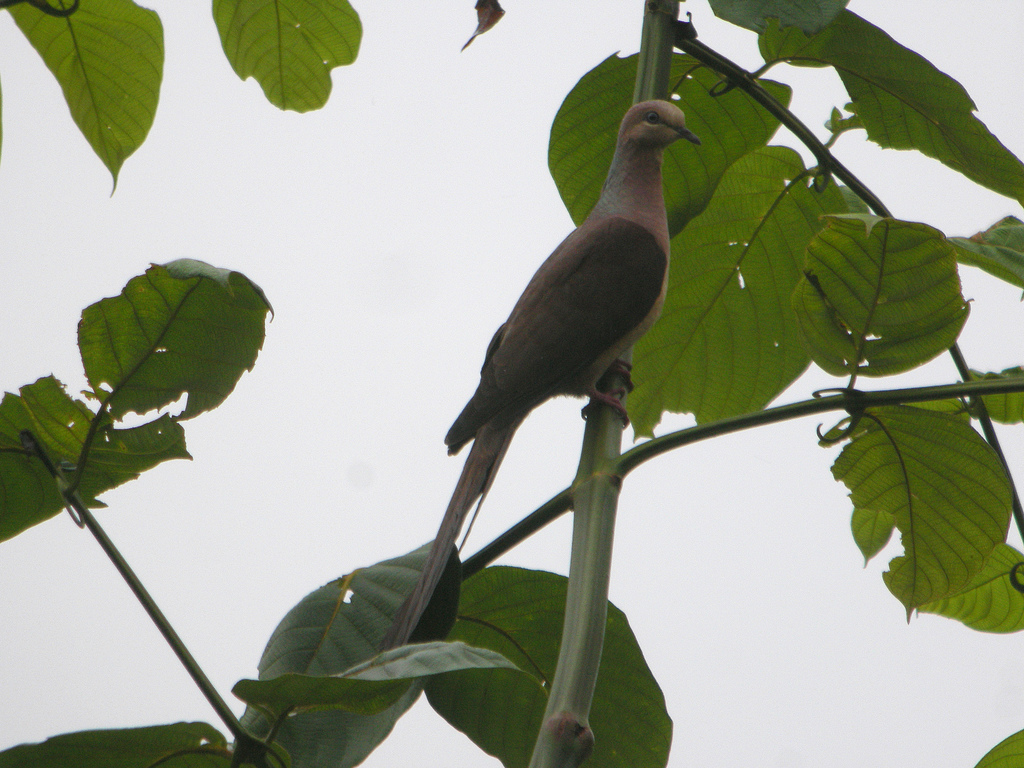
Tortora cuculo beccosottile
Macropygia amboinensis

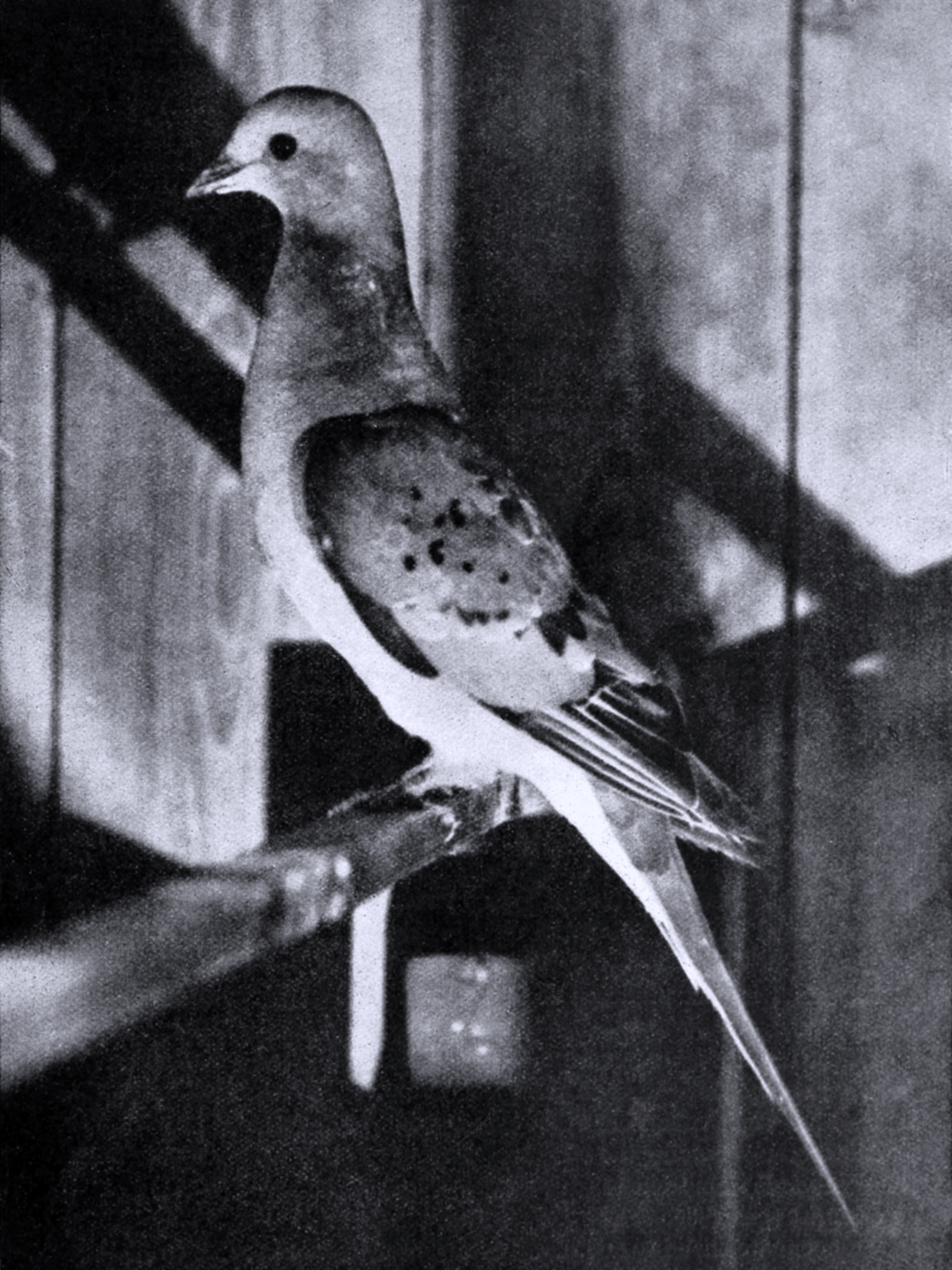
Piccione migratore
Ectopistes migratorius

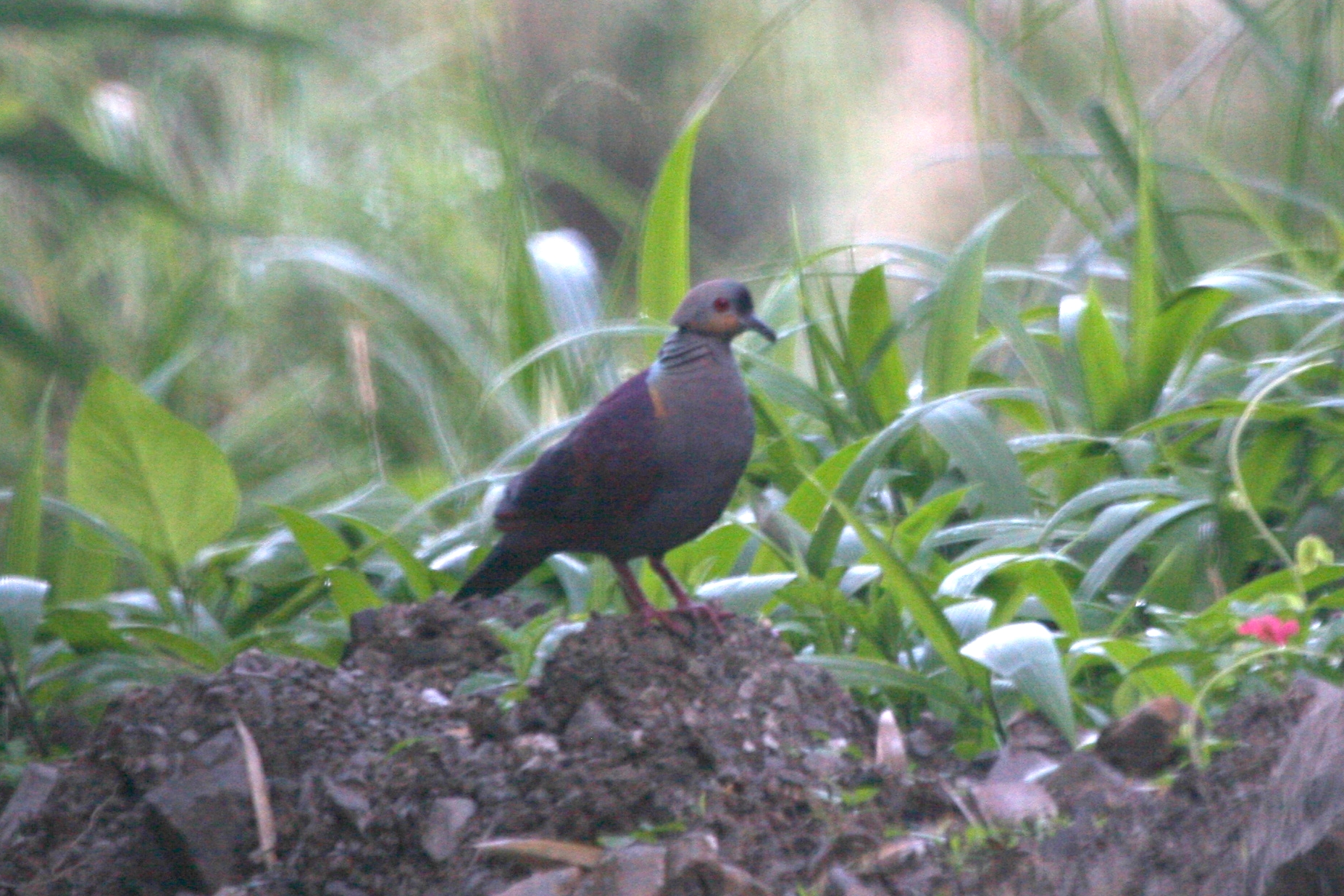
Tortora quaglia crestata
Geotrygon versicolor

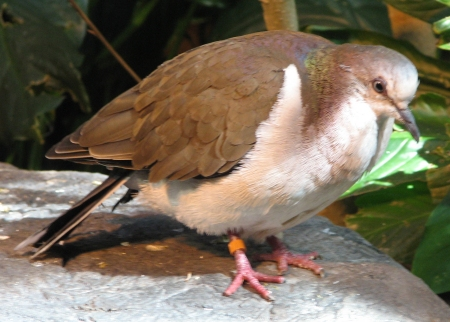
Tortora dei Caraibi
Leptotila jamaicensis

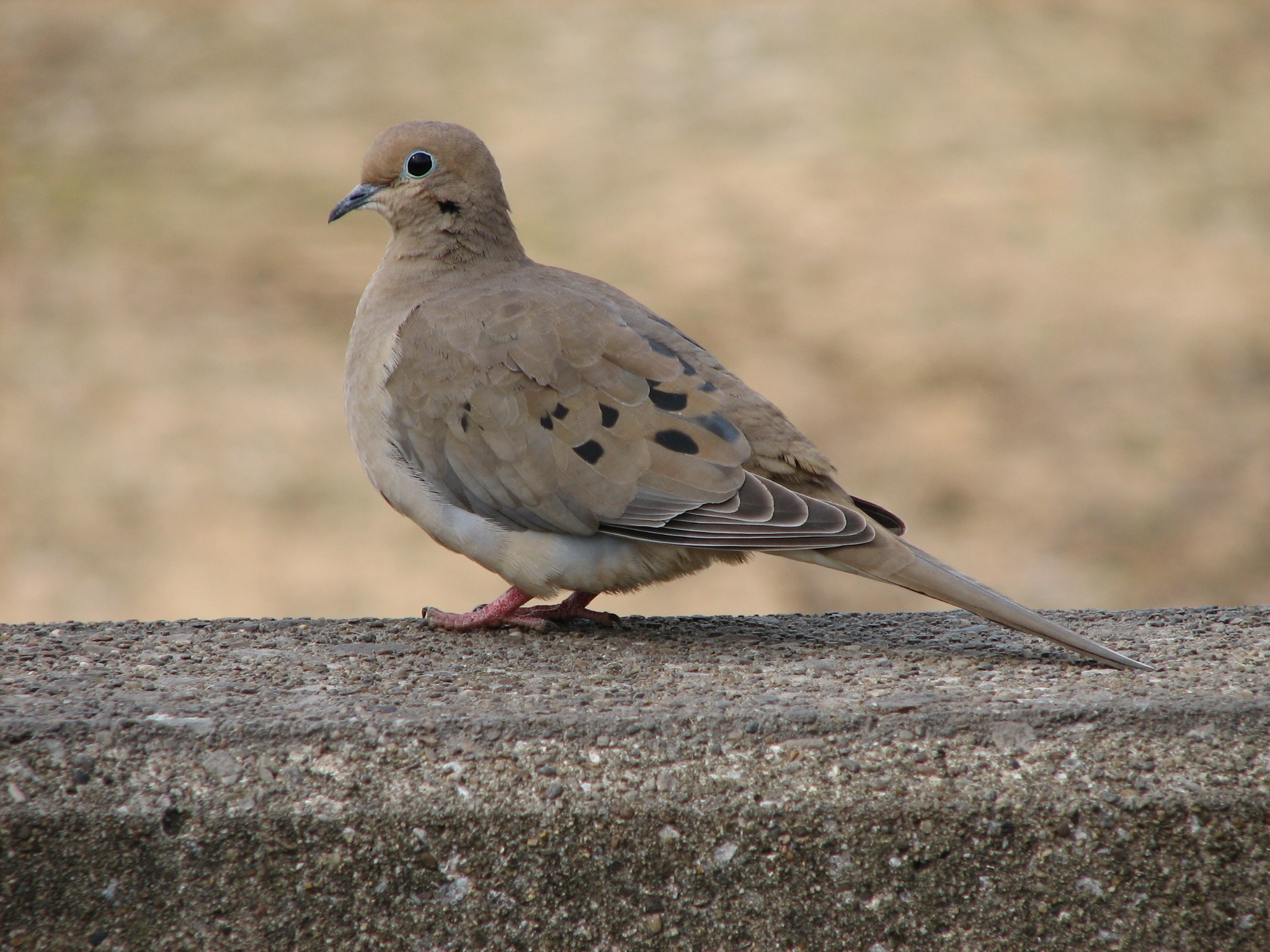
Tortora piangente americana
Zenaida macroura

Comprende i seguenti generi e specie:
Tribù Columbini Leach, 1820
- Genere Columba Linnaeus, 1758
  - Columba livia J.F.Gmelin, 1789 - piccione selvatico occidentale
  - Columba rupestris Pallas, 1811 - piccione selvatico orientale
  - Columba leuconota Vigors, 1831 - piccione delle nevi
  - Columba guinea Linnaeus, 1758 - piccione marezzato
  - Columba albitorques Rüppell, 1837 - piccione dal collare
  - Columba oenas Linnaeus, 1758 - colombella
  - Columba eversmanni Bonaparte, 1856 - colombella occhigialli
  - Columba oliviae Clarke, S, 1918 - piccione di Somalia
  - Columba palumbus Linnaeus, 1758 - colombaccio comune
  - Columba trocaz Heineken, 1829 - colomba di Madera
  - Columba bollii Godman, 1872 - colomba di Bolle
  - Columba junoniae Hartert, 1916 - colomba dei lauri
  - Columba unicincta Cassin, 1860 - piccione afep
  - Columba arquatrix Temminck, 1808 - piccione oliva africano
  - Columba sjostedti Reichenow, 1901 - piccione oliva del Camerun
  - Columba thomensis Barboza du Bocage, 1888 - piccione oliva di São Tomé
  - Columba pollenii Schlegel, 1865 - piccione oliva delle Comore
  - Columba hodgsonii Vigors, 1832 - colombaccio marezzato
  - Columba albinucha Sassi, 1911 - piccione nucabianca
  - Columba pulchricollis Blyth, 1846 - colombaccio cenerino
  - Columba elphinstonii (Sykes, 1832) - colombaccio delle Nilgiri
  - Columba torringtoniae (Kelaart, 1853) - colombaccio di Sri Lanka
  - Columba punicea Blyth, 1842 - piccione capochiaro
  - Columba argentina Bonaparte, 1855 - colombaccio argentato
  - Columba palumboides (Hume, 1873) - colombaccio delle Andamane
  - Columba janthina Temminck, 1830 - colombaccio del Giappone
  - Columba versicolor Kittlitz, 1832 - colombaccio delle Bonin †
  - Columba jouyi (Stejneger, 1887) - piccione delle Ryukyu †
  - Columba vitiensis Quoy & Gaimard, 1830 - piccione metallico
  - Columba leucomela Temminck, 1821 - piccione testabianca
  - Columba pallidiceps (E.P.Ramsay, 1878) - piccione zampegialle
  - Columba delegorguei Delegorgue, 1847 - piccione nucabronzo orientale
  - Columba iriditorques Cassin, 1856 - piccione nucabronzo occidentale
  - Columba malherbii J.Verreaux & E.Verreaux, 1851 - piccione nucabronzo di São Tomé
  - Columba larvata Temminck, 1809 - tortora cannella
- Genere Patagioenas Reichenbach, 1852
  - Patagioenas leucocephala  (Linnaeus, 1758) - piccione capobianco
  - Patagioenas squamosa  (Bonnaterre, 1792) - piccione nucasquamata
  - Patagioenas speciosa  (J.F.Gmelin, 1789) - piccione squamato
  - Patagioenas picazuro  (Temminck, 1813) - piccione picazuro
  - Patagioenas corensis  (Jacquin, 1784) - piccione occhinudi
  - Patagioenas maculosa  (Temminck, 1813) - piccione alimacchiate
  - Patagioenas fasciata  (Say, 1822) - piccione codafasciata
  - Patagioenas araucana  (Lesson, 1827) - piccione del Cile
  - Patagioenas caribaea  (Jacquin, 1784) - piccione codabarrata
  - Patagioenas cayennensis  (Bonnaterre, 1792) - piccione culchiaro
  - Patagioenas flavirostris  (Wagler, 1831) - piccione beccorosso
  - Patagioenas oenops  (Salvin, 1895) - piccione del Perù
  - Patagioenas inornata  (Vigors, 1827) - piccione disadorno
  - Patagioenas plumbea  (Vieillot, 1818) - piccione piombato
  - Patagioenas subvinacea  (Lawrence, 1868) - piccione rossiccio
  - Patagioenas nigrirostris  (P.L.Sclater, 1860) - piccione beccocorto
  - Patagioenas goodsoni  (Hartert, 1902) - piccione fosco
- Genere Nesoenas Salvadori, 1893
  - Nesoenas picturatus  (Temminck, 1813) - tortora del Madagascar
  - Nesoenas rodericanus (Milne-Edwards, 1873) -  †
  - Nesoenas mayeri (Prévost, 1843) - piccione rosa
- Genere Streptopelia Bonaparte, 1855
  - Streptopelia turtur (Linnaeus, 1758) - tortora comune
  - Streptopelia lugens (Rüppell, 1837) - tortora fosca
  - Streptopelia hypopyrrha (Reichenow, 1910) - tortora di Adamawa
  - Streptopelia orientalis (Latham, 1790) - tortora orientale
  - Streptopelia bitorquata (Temminck, 1809) - tortora dal collare insulare
  - Streptopelia decaocto (Frivaldszky, 1838) - tortora dal collare orientale
  - Streptopelia roseogrisea (Sundevall, 1857) - tortora dal collare africana
  - Streptopelia reichenowi (Erlanger, 1901) - tortora dal collare alibianche
  - Streptopelia decipiens (Hartlaub & Finsch, 1870) - tortora piangente africana
  - Streptopelia semitorquata (Rüppell, 1837) - tortora occhirossi
  - Streptopelia capicola (Sundevall, 1857) - tortora dal collare del Capo
  - Streptopelia vinacea (J.F.Gmelin, 1789) - tortora vinata
  - Streptopelia tranquebarica (Hermann, 1804) - tortora dal collare asiatica
- Genere Spilopelia Sundevall, 1873
  - Spilopelia chinensis (Scopoli, 1786) - tortora macchiata
  - Spilopelia senegalensis  (Linnaeus, 1766) - tortora delle palme
- Genere Macropygia Swainson, 1837
  - Macropygia unchall (Wagler, 1827) - tortora cuculo barrata
  - Macropygia amboinensis (Linnaeus, 1766) - tortora cuculo beccosottile
  - Macropygia doreya Bonaparte, 1854
  - Macropygia emiliana Bonaparte, 1854 - tortora cuculo rossiccia
  - Macropygia cinnamomea Salvadori, 1892
  - Macropygia modiglianii Salvadori, 1887
  - Macropygia magna Wallace, 1864 - tortora cuculo fosca
  - Macropygia timorlaoensis Meyer, 1884
  - Macropygia macassariensis Wallace, 1865
  - Macropygia tenuirostris Bonaparte, 1854 - tortora cuculo delle Filippine
  - Macropygia phasianella  (Temminck, 1821) - colomba fagiano
  - Macropygia rufipennis Blyth, 1846 - tortora cuculo delle Andamane
  - Macropygia nigrirostris Salvadori, 1876 - tortora cuculo becconero
  - Macropygia mackinlayi E.P.Ramsay, 1878 - tortora cuculo di Mackinlay
  - Macropygia ruficeps (Temminck, 1835) - tortora cuculo minore

- Genere Reinwardtoena Bonaparte, 1854
  - Reinwardtoena reinwardtii (Temminck, 1824) - tortora cuculo maggiore
  - Reinwardtoena browni (P.L.Sclater, 1877) - tortora cuculo bianconera
  - Reinwardtoena crassirostris (Gould, 1856) - tortora cuculo crestata

- Genere Turacoena Bonaparte, 1854
  - Turacoena manadensis (Quoy & Gaimard, 1830) - tortora cuculo facciabianca
  - Turacoena sulaensis Forbes & Robinson, 1900
  - Turacoena modesta (Temminck, 1835) - tortora cuculo nera

- Genere Ectopistes Linnaeus, 1766
  - Ectopistes migratorius (Linnaeus, 1766) - piccione migratore †

Tribù Zenaidini Bonaparte, 1853
- Genere Starnoenas Bonaparte, 1838
  - Starnoenas cyanocephala (Linnaeus, 1758) - tortora quaglia testazzurra

- Genere Geotrygon Gosse, 1847
  - Geotrygon purpurata (Salvin, 1878) -
  - Geotrygon saphirina Bonaparte, 1855 - tortora quaglia zaffiro
  - Geotrygon versicolor (Lafresnaye, 1846) - tortora quaglia crestata
  - Geotrygon montana (Linnaeus, 1758) - tortora quaglia rossiccia
  - Geotrygon violacea (Temminck, 1809) - tortora quaglia violacea
  - Geotrygon caniceps (Gundlach, 1852) - tortora quaglia frontegrigia
  - Geotrygon leucometopia (Chapman, 1917) - tortora quaglia frontebianca
  - Geotrygon chrysia Bonaparte, 1855 - tortora quaglia di Key West
  - Geotrygon mystacea (Temminck, 1811) - tortora quaglia dalle redini

- Genere Leptotila Swainson, 1837
  - Leptotila verreauxi Bonaparte, 1855 - tortora codamacchiata
  - Leptotila megalura P.L.Sclater & Salvin, 1879 - tortora facciabianca
  - Leptotila rufaxilla (Richard & Bernard, 1792) - tortora frontegrigia
  - Leptotila plumbeiceps P.L.Sclater & Salvin, 1868 - tortora testagrigia
  - Leptotila pallida Berlepsch & Taczanowski, 1884 - tortora pallida
  - Leptotila battyi Rothschild, 1901 - tortora dorsobruno
  - Leptotila wellsi (Lawrence, 1884) - tortora di Grenada
  - Leptotila jamaicensis (Linnaeus, 1766) - tortora dei Caraibi
  - Leptotila cassini Lawrence, 1867 - tortora pettogrigio
  - Leptotila ochraceiventris Chapman, 1914 - tortora panciaocra
  - Leptotila conoveri Bond & Meyer de Schauensee, 1943 - tortora del Tolima

- Genere Leptotrygon Banks, Weckstein, Remsen & Johnson, 2013
  - Leptotrygon veraguensis (Lawrence, 1866) - tortora quaglia dorsoliva

- Genere Zenaida Bonaparte, 1838
  - Zenaida macroura (Linnaeus, 1758) - tortora piangente americana
  - Zenaida graysoni (Lawrence, 1871) - tortora di Socorro
  - Zenaida auriculata (Des Murs, 1847) - tortora orecchiuta
  - Zenaida aurita (Temminck, 1809) - tortora di Zenaide
  - Zenaida galapagoensis Gould, 1841 - tortora delle Galapagos
  - Zenaida asiatica (Linnaeus, 1758) - tortora alibianche
  - Zenaida meloda (Tschudi, 1843) - tortora del Pacifico

- Genere Zentrygon Banks, Weckstein, Remsen & Johnson, 2013
  - Zentrygon carrikeri (Wetmore, 1941) - tortora quaglia di Tuxtla
  - Zentrygon costaricensis (Lawrence, 1868) - tortora quaglia frontecamoscio
  - Zentrygon lawrencii (Salvin, 1874) - tortora quaglia dorsoviola
  - Zentrygon albifacies (P.L.Sclater, 1858) - tortora quaglia facciabianca
  - Zentrygon frenata (Tschudi, 1843) - tortora quaglia golabianca
  - Zentrygon linearis (Prévost, 1843) - tortora quaglia lineata
  - Zentrygon chiriquensis P.L.Sclater, 1856 - tortora quaglia pettorossiccio
  - Zentrygon goldmani (Nelson, 1912) - tortora quaglia caporossiccio